# Пегов, Валентин Алексеевич
Валенти́н Алексе́евич Пе́гов  (род. 1 января 1950 года) — тренер. Заслуженный тренер РСФСР (1987), мастер спорта России международного класса (2006), судья всесоюзной категории по дзюдо (1978). Заслуженный работник физической культуры РБ (2000).

## Биография
Родился 1 января 1950 года в пос. Русский Юрмаш Уфимского района Башкирской АССР.
В 1977 году окончил Ленинградский институт физической культуры им. П. Ф. Лесгафта.
Занимался спортом в СДЮСШОР № 6 «Геркулес» (тренер Н. Д. Попов).
Работа: c 1972 года Валентин Алексеевич работал тренером-преподавателем, позднее — зам. директора СДЮСШОР № 6 «Геркулес». С 1979 года — тренер Башкирского, Российского и Центрального советов ДСО «Спартак», с 1990 года — тренер сборной команды РБ и Школы высшего спортивного мастерства РБ, в 1997—2004 — тренер паралимпийской сборной команды России.
Воспитанниками В. Пегова являются спортсмены-инвалиды В. Н. Мичурин, М. Г. Яковлев, О. В. Крецул, С. А. Севостьянов, К. Капитонов, В.Волков, Р. Шайхаттаров, Ю. Акшинцев и В. Бычков и др.
Одновременно Валентин Пегов работает Башкирском институте физической культуры, являясь доцентом кафедры теории и методики фехтования, тяжёлой атлетики и борьбы.

## Достижения
- Чемпион России (2005—07)
- Серебряный призёр чемпионатов Европы (2005, 2007)
- Серебро (2006) и бронза (2007) чемпионатов мира в личном зачёте
- Победитель (2005) и серебряный призёр (2006) чемпионатов Европы в командном зачёте среди мастеров спорта.

## Награды
Награждён медалью ордена «За заслуги перед Отечеством» 2-й степени (2002).